# Regius Professor of Mathematics (Oxford)

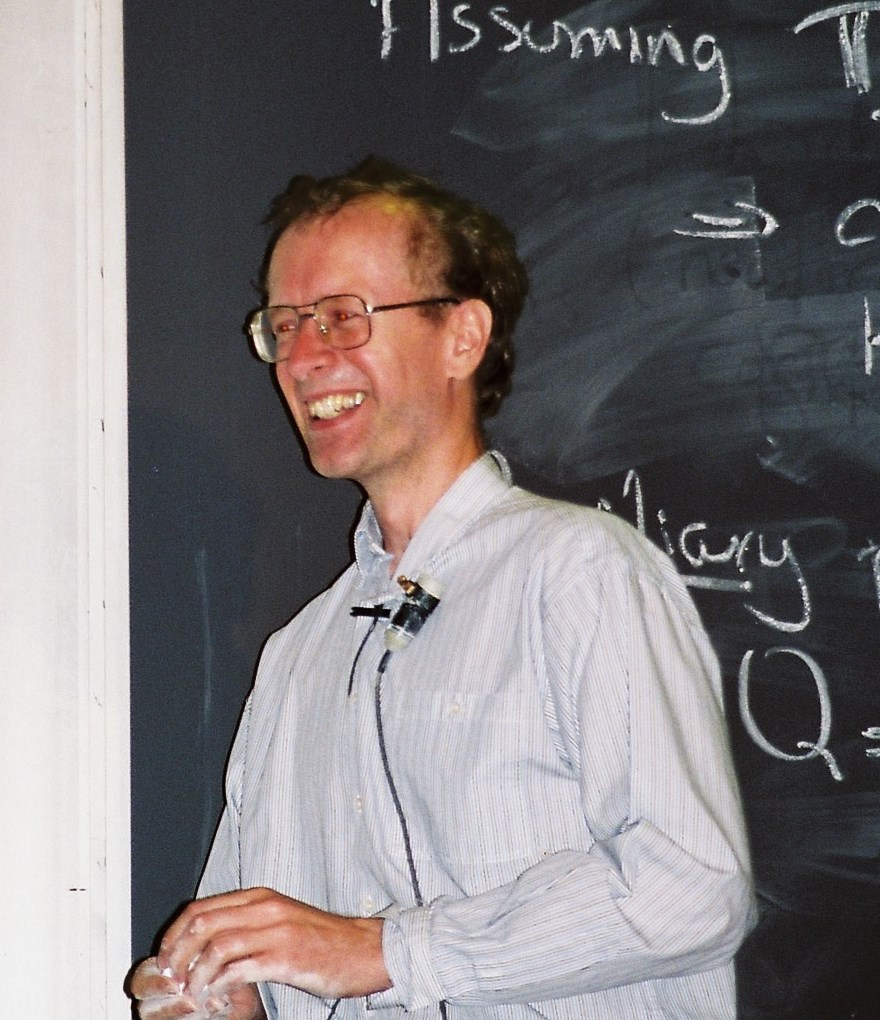
Andrew Wiles (Boston 1995) – erster Regius Professor of Mathematics der Universität Oxford

Der Regius Professor of Mathematics ist eine 2016 durch Königin Elisabeth II. anlässlich ihres 90. Geburtstags gestiftete Regius Professur für Mathematik an der University of Oxford. Seit 1842 war keine Regius-Professur mehr nach Oxford vergeben worden. Neben dieser Regius Professur für Mathematik existiert noch ein 1668 gestifteter Regius-Lehrstuhl an der University of St. Andrews sowie ein 2013 gestifteter Lehrstuhl an der University of Warwick.

## Geschichte der Professur
2015 teilte Schatzkanzler George Osborne während des Vortrags zum Staatshaushalt Pläne mit, weitere Regius-Professuren anlässlich des 90. Geburtstags der Queen (26. April 2016) einzurichten. Anders als in früheren Zeiten geht mit den Ernennungen der jüngeren Vergangenheit keine Finanzierung mehr einher. Am 6. Juni 2016 wurde dieser Plan umgesetzt. Zusammen mit dieser Professur wurden elf weitere Professuren gestiftet.
Die Auswahl der Professuren wurde durch ein Gremium von Experten aus Forschung und Wirtschaft getroffen und zeigt das akademische Gewicht aus Grundlagenforschung und den sozialen Wirkungen, die durch diese Forschung erreicht werden. Erst 2014 hatte das Mitglied der mathematischen Fakultät Nigel Hitchin den Shaw Prize erhalten und Andrew Wiles war mit dem Abelpreis ausgezeichnet worden.
Schon 1595 war die Einführung einer Mathematik-Professur in Oxford und Cambridge vorgeschlagen worden. Später wurde in Oxford mit dem durch Henry Savile gestifteten Savilian Chair of Astronomy eine Grundlage für hervorragende Leistungen in der Mathematik gelegt.
2020 teilte das Merton College der Universität Oxford mit, dass die Regius-Professur permanent mit einer Mitgliedschaft im Merton College verbunden würde.

## Inhaber
| Name                     | verliehen am | Anmerkung |
| ------------------------ | ------------ | --- |
| Sir Andrew Wiles KBE FRS | 6. Juni 2016 | Wiles, Sohn des Regius Professor of Divinity (1970–1991), Maurice Frank Wiles, war 2016 der Abel-Preis für den bis dahin ausstehenden Beweis von Fermats 1637 formulierten letztem Satz verliehen worden. Den Beweis hatte Wiles 1995 erbracht. Ebenfalls für diesen Beweis wurde Wiles mit der Copley-Medaille der Royal Society ausgezeichnet. |